# Ларионов, Вячеслав Фёдорович
Вячеслав Фёдорович Ларионов (1903—1975) — советский орнитолог, доктор биологических наук, профессор географического факультета МГУ.

## Биография
Родился 10 октября 1903 года в городе Обдорске Тобольской губернии. 
После окончания в 1919 году реального училища в 1920 году поступил в Томский государственный университет, который окончил в 1925 году по кафедре В. А. Хахлова. Став помощником В. А. Хахлова, Ларионов активно участвовал в работе орнитологического кружка имени С. А. Бутурлина, а затем Сибирского орнитологического общества и журнала «Урагус».
С детства увлекался охотой, уже в 1920е годы охотился на уток на Андреевском озере около Тюмени (каждая добытая им утка осматривалась и обрабатывалась - в результате им была опубликована серия работ, посвященных уткам).
В 1926 году по приглашению М. М. Завадовского и рекомендации В. А. Хахлова он был принят на работу во 2-й Московский университет, где работал ассистентом до 1932 года.
В 1931 году начал работу в Институте морфогенеза наркомата просвещения, где стал заведующим лабораторией постэмбрионального развития (позднее, Институт морфогенеза был включен в Институт зоологии МГУ).
Создал биологическую станцию в Останкино, где изучал влияние длины светового дня на смену покровов и яйценоскость птиц, взаимосвязь линьки и размножения, влияние щитовидной железы на линьку. На этой базе проводились серьезные исследования по одомашниванию птиц и дичеразведению, проблемам весенне-летней охоты, декоративного и почтового голубеводства, использованию подсадных уток в промысловых целях. Работы Ларионова помогли существенно увеличить яйценоскость кур, и нашли самое широкое использование в промышленной практике.
С самого начала Великой Отечественной войны по заданию управления связи РККА в Научно-исследоватетьском институте морфологии МГУ Ларионовым выполнялись опыты в области военного голубеводства, в частности, исследовались возможности получения ранних выводков почтовых голубей, увеличения их плодовитости.
Защитил диссертацию «Смена покровов и ее связь с размножением у птиц. К анализу формообразования во взрослом состоянии» на степень доктора биологических наук (1945). 
В 1950 - 1953 гг. - руководил созданием эталонной учебной и научно-справочной коллекции птиц и млекопитающих СССР для географического факультета МГУ (с 1952 года коллекция стала основным направлением его деятельности).
С 1955 года - Профессор.
В 1950е годы - профессор кафедры биогеографии географического факультета МГУ. Сотрудник, заведующий лабораторией гормональных факторов развития Института морфогенеза биологического факультета (1937–1941).
Область научных исследований: прикладное птицеводство.
Основные труды: «Разводите голубей» (1956), «Свет и повышение продуктивности сельскохозяйственных птиц» (1956).
Умер 27 июня 1975 года в Москве.

## Награды и почётные звания
- мастер спорта[1]